# Hot dogs
『hot dogs』（ホット・ドッグス）は1994年5月21日にリリースされたFENCE OF DEFENSEの9thアルバム。

## 解説
本作は全編ロンドンレコーディングされた作品。ブックレット写真も全てロンドンで撮影。
本作がリリースされた1994年、メンバーは全員36歳で戌年の年男であったことから、このタイトルが付けられた。
発売当時のインタビューで「12年後には『hot dogs 2』を作りたい」と言っていたが、それは12年後に実現する。
それまでのアルバムで多用されてきたシンセサイザーの音は影をひそめ、ギター・ベース・ドラムを主体とした音作りがなされている。キーボードは、シンセサイザーに代わり、エレクトリック・ピアノやオルガンが使用されている。この頃のライブでも、それまで使われてきたコンピュータとの同期演奏がなくなり、3人だけで演奏していた。公演によっては、キーボード奏者やコーラス隊が加わることもあった。
ほとんどの楽曲が3人の共作曲となっている一方、作詞は「風のゆくえ」以外は作詞家への外注となっている。

## 参加ミュージシャン
- 山根麻衣、山根栄子、山根悟 ： コーラス
- 嶋田陽一  ： アコーディオン
- 葛原信 ： トランペット

## 収録曲
| 全編曲: FENCE OF DEFENSE。 |                            |                      |                            |       |
| #                          | タイトル                   | 作詞                 | 作曲                       | 時間  |
| 1.                         | 「IN LONDON」              |                      | 北島健二、西村麻聡、山田亘 | 1:58  |
| 2.                         | 「SHOCK!!」                | 山本英美             | 北島健二、西村麻聡、山田亘 | 5:08  |
| 3.                         | 「そんなのないぜ」         | 大塚純子、早咲めぐみ | 北島健二、西村麻聡、山田亘 | 5:11  |
| 4.                         | 「風のゆくえ」             | 西村麻聡             | 西村麻聡                   | 4:24  |
| 5.                         | 「俺たちに明日はない」     | RYO                  | 北島健二、西村麻聡、山田亘 | 4:55  |
| 6.                         | 「Long Lonesome Way」      | 大塚純子             | 北島健二、西村麻聡、山田亘 | 7:02  |
| 7.                         | 「POWER OF KISS」          | 山本英美             | 西村麻聡                   | 4:22  |
| 8.                         | 「懲りないLove Motion」    | 大塚純子             | 北島健二、西村麻聡、山田亘 | 4:24  |
| 9.                         | 「だけど君を奪えない」     | 早咲めぐみ           | 西村麻聡                   | 5:08  |
| 10.                        | 「楽園のDoor」             | 山本英美             | 北島健二、西村麻聡、山田亘 | 5:21  |
| 11.                        | 「時計じかけの人生なんて」 | 山本英美             | 北島健二、西村麻聡、山田亘 | 8:06  |
| 合計時間:                  | 合計時間:                  | 合計時間:            | 合計時間:                  | 55:59 |

## 楽曲解説
1. IN LONDON
2. SHOCK!!
3. そんなのないぜ
  - 後に北島がソロアルバム「WILD FLOWeR」（1999年）で「Feel the Rhythm」としてリメイクしている。
4. 風のゆくえ
  - 15thシングル。
5. 俺たちに明日はない
6. Long Lonesome Way
7. POWER OF KISS
  - 15thシングル『風のゆくえ』のカップリング曲。
8. 懲りないLove Motion
  - 作詞　大塚純子
9. だけど君を奪えない
10. 楽園のDoor
11. 時計じかけの人生なんて
  - この楽曲演奏終了後、しばらく無音の後、彼らのセッションと犬の鳴き声が聞こえる隠れた演出が施されている。